# Ulrich Gerhardt
Pour les articles homonymes, voir Gerhardt.
Ulrich Karl Friedrich Kurt Eduard Gerhardt est un zoologiste allemand, né le 2 octobre 1875 à Wurtzbourg et mort le 8 juin 1950 à Halle.

## Biographie
Il fait ses études à Würzburg puis à Berlin à partir de 1885 et devient bachelier en 1893. Il étudie la médecine à Heidelberg, Berlin et Strasbourg. Gerhardt obtient son titre de docteur en médecine en 1899 à Berlin et un titre de docteur en philosophie à Breslau en 1903.
À partir de 1905, il commence à être maître de conférences de zoologie à Breslau, professeur titulaire en 1911 et professeur extraordinaire en 1921. En 1924, il dirige l’école vétérinaire de Halle.
Il étudie d’abord les mammifères et plus particulièrement les lapins avant de s’intéresser aux invertébrés :  orthoptères, diplopodes, limaces et araignées. Il étudie ces dernières de 1921 à 1933 et publie un millier de pages sur elles ; on ignore pourquoi il interrompt ses recherches à ce moment-là. Il s’intéresse à tous les aspects de la biologie et de la morphologie de ces animaux.